# Winddynamische Orgel
Eine winddynamische Orgel ist eine Orgel, bei welcher der Organist den Winddruck und die Luftmenge, die zu den Pfeifen geführt wird, beeinflussen und so den Ton einer Pfeife nicht nur „ein- und ausschalten“, sondern auch noch während des Erklingens weiter gestalten kann.

## Geschichte und Prinzip
Die winddynamische Orgel wurde vom Organisten, Komponisten und Musikprofessor Daniel Glaus zusammen mit einem Forschungsteam entwickelt. Das Ziel war eine Orgel, bei welcher der Organist die einzelnen Töne nicht nur „ein- und ausschalten“, sondern wie ein Flötist den Klang der Pfeifen mittels Tastensteuerung im Hinblick auf Klangfarbe, Dynamik und Tonhöhe aktiv gestalten kann.
Dazu wird einerseits das winddynamische Werk über einen eigenen Windkasten versorgt, dessen Druck vom Organisten mittels Pedal oder Handzug während des Spiels stufenlos verändert werden kann; andererseits lässt sich mit wenigen Handgriffen der Tastaturtiefgang verändern, so dass sich der Charakter der Spieltraktur von hart-spuckend (bei geringstem Tastentiefgang) bis zu sehr weich-ineinanderfließend (bei großem Tastentiefgang) einstellen lässt; außerdem erfolgt die Ansteuerung der Pfeifen nicht nur über herkömmliche Schwanzventile, die bloß die Stellungen „ein“ und „aus“ kennen, sondern nach einem zweiten Druckpunkt zusätzlich über Kegelventile, mit denen der Winddurchfluss über den Tastendruck gesteuert werden kann. Diese letzteren ermöglichen das eigentliche winddynamische Spiel mit Veränderungen von Klangfarbe, Dynamik (einschließlich Akzenten) und Tonhöhe (bis hin zum Überblasen) sowie der Möglichkeit zu einem tonspezifischen Tremolo.
Da die variable Windzufuhr nicht nur den Klang, sondern auch die Intonation der Pfeifen und ihre Stimmung verändert, sind die winddynamischen Register bzw. Werke für die herkömmliche Orgelmusik nicht einsetzbar. Sie sind der Improvisation, Formen der Monodie und allenfalls noch zukünftig zu komponierender Musik vorbehalten. Dasselbe gilt für das in einigen winddynamischen Orgeln disponierte neuentwickelte Register Windharfe 4′ aus zylindrischen Resonanzkörpern mit konischen Füßen, die einige Zentimeter über den Pfeifenbohrungen schweben.
Der erste Prototyp einer winddynamischen Orgel wurde 2003 fertiggestellt, ein zweiter folgte 2004. Diese Prototypen standen zunächst in der Stadtkirche Biel. Heute sind sie im Berner Münster aufgestellt. 2008 erhielt der Gottesdienstraum der Christengemeinschaft Bern ein Instrument der süddeutschen Orgelbaufirma Peter Kraul mit einem winddynamischen Werk. (Peter Kraul war Teil des Forschungsteams um Daniel Glaus.)
Als erste Großorgel erhielt die 2011 fertiggestellte Hauptorgel der Stadtkirche Biel ein winddynamisches Werk mit fünf Registern. Auch die 2020 fertiggestellte neue Konzertorgel des Basler Stadtcasinos wurde mit einem winddynamischen Werk aus fünf Registern auf dem vierten Manual (F–f²) ausgestattet. Der Winddruck ist über einen Balanciertritt von 0 bis 150 mmWS stufenlos veränderbar. Der Tastentiefgang (0–15 mm) und die Übersetzung der Traktur können über einen Registerzug eingestellt werden. Zudem ist mithilfe einer Winddrossel der Winddruck der Hauptorgel regulierbar. Diese beiden Instrumente wurden von der Schweizer Firma Metzler Orgelbau gebaut.

## Abgrenzung
Bei der orgelbautechnischen Erfindung der Winddrossel erfolgt zwar auch eine stufenlose Veränderung des Winddrucks; diese ist jedoch quasi eindimensional, betrifft also lediglich das ganze Werk bzw. Teilwerk, und wird abweichend zu der winddynamischen Orgel meist über die Drehgeschwindigkeit des Orgelmotors reguliert.
Eine andere Form der winddynamischen Orgel wurde von Ernst Zacharias auf Basis der von ihm entwickelten Zacharias-Zungenpfeifen verfolgt. Diese verhalten sich bei Temperaturänderungen nicht nur analog zu Labialpfeifen, sondern verändern bei einer Erhöhung des Winddrucks auch allein ihre Lautstärke – nicht aber Tonhöhe und Klangfarbe. Durch eine Vielzahl von Bauformen ihrer Resonanzkörper können sie sowohl in Orgelteilwerken statt herkömmlichen Lingualpfeifen disponiert als auch zu eigenständigen winddynamischen Instrumenten zusammengestellt werden.